# Демченко Олег Федорович
Олег Федорович Де́мченко (нар. 13 жовтня 1944, с. Преснівка, Жамбилський район, Північноказахстанська область, КазРСР, СРСР) — генеральный конструктор ДКБ ім. О. С. Яковлєва. До березня 2021 року — перший віце-президент та генеральний конструктор ПАТ «Корпорація «Іркут» (Росія).

## Біографія
Олег Демченко народився 13 жовтня 1944 року в селі Преснівка Жамбилського району Північноказахстанської області.
У 1968 році закінчив Куйбишевський авіаційний інститут, після закінчення якого працював начальником виробництва на підприємствах авіаційної промисловості.
У 1987 році закінчив Академію народного господарства СРСР.
З 1992 року — перший заступник генерального конструктора, генеральний директор заводу ДКБ ім. О. С. Яковлєва. З 1994 по 2001 рік був президентом цього заводу.
З 2003 року — генеральний директор і генеральний конструктор ВАТ «ДКБ ім. О. С. Яковлєва». «ДКБ ім. О. С. Яковлєва» входить до складу корпорації «Іркут», яка веде серійне виробництво пасажирських літаків, навчально-бойових літаків Як-130, а також винищувачів Су-30. Су-30 Росія використовує під час вторгнення в Україну.

## Нагороди
Нагороджений орденами «За заслуги перед Вітчизною» III ступеня (2009), «За заслуги перед Вітчизною» IV ступеня, Олександра Невського, «Знак Пошани», орденом преподобного Серафима Саровського ІІІ ступеня (РПЦ, 2017 рік)

## Нерухомість
У березні 2022 року журналісти програми «Схеми» та проєкту Scanner Project у рамках циклу матеріалів «Стовпи режиму Путіна» опублікували розслідування, в якому йшлося про те, що Олег Демченко має нерухомість у Франції: віллу на Лазуровому березі, записану на компанію, напряму пов'язану з його родиною.